# Red Studios Hollywood
Red Studios Hollywood (укр. Червона студія Голлівуду) — колишня студія Desilu Cahuenga і Ren-Mar Studios, розташована за адресою бульвар Н. Кахуенга 846. в Голлівуді, Каліфорнія, в приміщеннях, що раніше були домом Desilu Productions. Вперше була побудована в 1915 році як Metro Pictures Back Lot № 3, і використовувалася для широкого спектра кіно- і телевізійної продукції. В приміщеннях студії знімалися багато відомих нині акторів.
У 1953 році, після зйомок перших двох сезонів телесеріалу «Я люблю Люсі» на студії General Service, Люсіль Бал та Дезі Арнас шукали більшу студію. Вони переглянули ділянку (відому на той час як Motion Picture Center) та підписали десятирічну оренду майна. Потім це отримало назву Desilu Studios. Близько 1956 року, після того, як Дезілу купив та/або взяв в оренду інші студії в Голлівуді та Калвер-Сіті, назву було змінено на Студії Дезілу-Кахуенга щоб уникнути плутанини з іншими студіями Дезілу. З 1974 року студія перебуває у приватній власності та експлуатується для використання продюсерами, отримавши у 1984 році назву Рен-Мар.
Я люблю Люсі (сезони 3–6, 1953—1957), комедійна година «Люсі-Дезі» (1957—1960), «Люсі-шоу» (1962—1968), «Дік Ван Дайк-шоу» (1961—1966), Мій Світ і ласкаво просимо до нього, звільнити місце для тата, героїв Хогана, шоу Енді Гріффіт, програма Джека Бенні, тієї дівчини, Шейнфельда, Золотих дівчат, Порожнє гніздо, NewsRadio, Еллі Макбіл та Ліззі Макгвайр — серед телесеріалів, які були зняті повністю або частково в Рен-Мар. Крім того, на студії часто знімаються музичні кліпи таких виконавців як Мадонна, INXS, Майкл Джексон, Озі Осборн, Хіларі Дафф та Брітні Спірс. Передні ворота (бульвар Кахуенга) Рен-Мар використовувались для представлення «Мультфільм-студії» Maroon "для фільму Хто образив Кролика Роджера (1988). У 1991 році в Рен-Мар була записана стрічка вправ Річарда Сіммонса «Потіти старим 3».
Останніми шоу, випущеними в Рен-Мар, були FNMTV, Monk і Weeds.
У січні 2010 року Ren-Mar Studios придбала компанія Red Digital Cinema Camera. Комплекс був перейменований на «Red Studios Hollywood».

## Ланки
- Офіційний сайт